# Comocladia dentata
Comocladia dentata là một loài thực vật có hoa trong họ Đào lộn hột. Loài này được Jacq. mô tả khoa học đầu tiên năm 1760.